# Giuseppe Varriale
Giuseppe Varriale (Napoli, 16 aprile 1883 – 7 febbraio 1966) è stato un magistrato e politico italiano.

## Biografia
Laureatosi in giurisprudenza all'Università di Napoli, dove frequentò anche i corsi per la carriera diplomatica e consolare, dopo breve esercizio della professione forense, entrò in magistratura raggiungendo il grado di consigliere della Corte Suprema di Cassazione e ricoprendo, per alcuni anni il ruolo di presidente del Tribunale di Perugia.
Prestò servizio come ufficiale richiamato nella prima guerra mondiale (1915-1918).
Fu rettore dell'Istituto teologico per laici, istituito in Perugia nel 1946, centro di studi sociali e religiosi.
Fu eletto Senatore nelle file della DC il 18 aprile 1948 per il I e II Collegio di Perugia.
Fu membro della II Commissione permanente del Senato "Giustizia ed autorizzazione a procedere", fu proponente e relatore, tra le altre, della riforma dell'Istituto della liberazione condizionale da estendersi ai condannati all'ergastolo dopo lunga espiazione ed accertato ravvedimento, la riforma del procedimento civile, l'indennizzo alle vittime degli errori giudiziari, l'abolizione della categoria degli aiutanti di cancelleria e il loro passaggio nella categoria superiore, modifiche contrattuali per il personale statale in servizio di ruolo di data anteriore al 23 marzo 1939.
Patrocinò gli interessi di Perugia e della Regione con la sua proposta di legge di contributo statale di 75.000.000 di lire per i restauri al Palazzo dei Priori, cooperò per la realizzazione di opere pubbliche.
La sua prima proposta di legge, approvata dal Parlamento, fu a beneficio dell'Opera Nazionale Orfani dei Sanitari, con sede in Perugia.